# Шице (Малопольское воеводство)
Ши́це (пол. Szyce) — село в Польше в сельской гмине Велька-Весь Краковского повета Малопольского воеводства.

## География
Село располагается в 10 км на северо-запад от административного центра воеводства города Краков. Через село проходит краевая дорога № 94.

## История
Впервые село упоминается в привилее Болеслава Стыдливого «Comiti Clementi castellano de Betheng» от 1234 года под наименованием Сиха (Sicha). В средние века село называлось как Шице-Духовне. Входило в гмину Циановице и принадлежало католическому приходу в селе Бялы-Косчул. С конца XIII века принадлежало краковской епархии. В 1827 году в селе было 14 домохозяйств с 82 жителями.
Во время раздело Польши село через село проходила граница между Австро-Венгрией и Российской империей. В XIX веке в селе действовал первый в Польше народный университет имени Владислава Оркана.
В 1975—1998 годах село входило в состав Краковского воеводства.

## Население
По состоянию на 2013 год в селе проживало 466 человек.
| 1827 | 2000 | 2001 | 2002 | 2003 | 2004 | 2005 | 2006 | 2007 | 2008 | 2009 | 2010 | 2011 | 2012 | 2013 |
| ---- | ---- | ---- | ---- | ---- | ---- | ---- | ---- | ---- | ---- | ---- | ---- | ---- | ---- | ---- |
| 82   | 370  | 372  | 377  | 388  | 389  | 402  | 407  | 411  | 429  | 440  | 457  | 463  | 466  | 466  |

| Перепись  | Всего   | Всего | Женщины | Женщины | Мужчины | Мужчины |
| --------- | ------- | ----- | ------- | ------- | ------- | ------- |
| Единицы   | человек | %     | человек | %       | человек | %       |
| Население | 466     | 100   | 233     | 50      | 233     | 50      |

## Достопримечательности
- Обелиск, посвящённый битве под селом, которая произошла 7 мая 1863 года.
- Могильный памятник, посвящённый 8 участникам ноябрьского восстания. Находится при дороге № 94.